# Munition subsonique

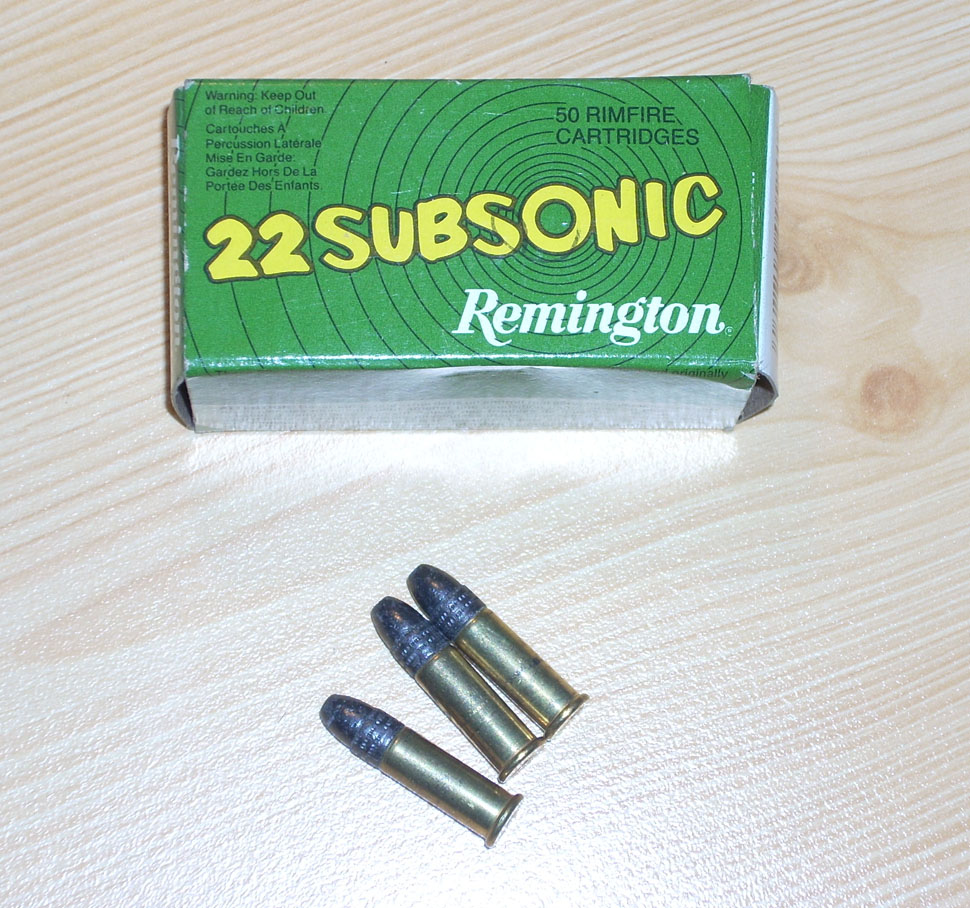
Munitions à pointe creuse .22 Long Rifle Remington Subsonic.

Les munitions subsoniques sont des munitions conçues pour fonctionner à des vitesses inférieures à la vitesse du son (Mach 1), qui dans des conditions standard est 340,29 m/s. Cela évite l'onde de choc supersonique ou le « craquement » d'une balle supersonique, qui, en particulier pour les armes à feu silencieux, influence le volume du tir,.
Les munitions subsoniques utilisent généralement des balles plus lourdes pour conserver autant d'énergie que possible aux vitesses les plus faibles. Certaines munitions subsoniques sont utilisées dans les armes à feu non silencieux pour bénéficier des avantages d'un poids de balle plus lourd.

## Calibres standards

### Versions subsoniques de cartouches standard
Dans ce cas, des balles plus lourdes sont chargées dans des munitions standard, ce qui réduit la vitesse initiale en dessous de la vitesse du son.
À titre d'exemple, la balle militaire standard 9 × 19 mm Parabellum très courante est une balle de 7,5 grammes (116 gr) à des vitesses généralement d'environ 360 mètres par seconde (1 200 pieds/s). Les charges subsoniques pour 9 mm utilisent généralement des balles de 9,5 grammes (147 gr) à des vitesses de 300 mètres par seconde (980 pieds/s).
Pour ces charges de munitions, il est nécessaire d’équilibrer le poids et la vitesse de la balle pour garantir que les munitions fonctionneront toujours de manière fiable avec les armes à feu semi-automatiques. Les munitions subsoniques avec des poids de balle normaux ne fonctionnent souvent pas correctement dans de telles armes à feu.

### Calibres intrinsèquement subsoniques
Certains types de munitions ont été intrinsèquement conçus avec des poids et des vitesses de balle standard plus lourds et plus lents. Par exemple, la charge de munitions traditionnelle américaine standard .45 ACP, d'une balle de 230 grains à 850 pieds par seconde, est naturellement subsonique.

## Calibres subsoniques spécialisés
Alternativement, des armes à feu et des munitions spécialisées peuvent être utilisées pour optimiser l’efficacité totale des munitions subsoniques. Ceux-ci sont conçus dès le départ comme des systèmes de projectiles subsoniques dédiés. Quelques exemples incluent .300 Whisper / 300 AAC Blackout (7,62 × 35 mm), .338 Whisper, 9 × 39 mm, 12,7 × 55 mm STs-130, .510 Whisper.

## Utiliser avec des silencieux
Combinées avec des silencieux de bruit d'armes à feu, les munitions subsoniques peuvent réduire considérablement les niveaux sonores par rapport aux munitions normales. Les réductions spécifiques dépendent des munitions et du silencieux.
Les niveaux de pression acoustique maximaux d'un fusil à verrou Remington 700 de calibre .223 tirant des munitions à haute vitesse (supersoniques) à l'aide d'un silencieux GEMTECH G5-5.56.
| État du silencieux | Bouche (dB SPL) | Oreille gauche (dB SPL) | Oreille droite (dB SPL) | Derrière le tireur (dB SPL) |
| ------------------ | --------------- | ----------------------- | ----------------------- | --------------------------- |
| Non-silencieux     | 176             | 160                     | 160                     | 148                         |
| Silencieux         | 148             | 134                     | 136                     | 120                         |
| Réduction          | 28              | 26                      | 24                      | 28                          |

Les niveaux de pression acoustique maximaux d'un fusil à verrou Remington 700 de calibre .223 tirant des munitions à faible vitesse (subsoniques) à l'aide d'un silencieux GEMTECH G5-5.56.
| État du silencieux | Bouche (dB SPL) | Oreille gauche (dB SPL) | Oreille droite (dB SPL) | Derrière le tireur (dB SPL) |
| ------------------ | --------------- | ----------------------- | ----------------------- | --------------------------- |
| Non-silencieux     | 157             | 140                     | 140                     | 127                         |
| Silencieux         | 131             | 122                     | 120                     | 100                         |
| Réduction          | 26              | 18                      | 20                      | 27                          |

Par rapport à la condition non-silencieux à haute vitesse (supersonique), la combinaison de munitions subsoniques à faible vitesse et d'un silencieux d'arme à feu a fourni des réductions de 45, 38, 40 et 48 dB, du niveau de pression acoustique maximal au niveau de la bouche du cano, des oreilles gauche et droite, et derrière le tireur, respectivement.